# Егоров, Василий Георгиевич
Василий Георгиевич Егоров (30.1.1880, дер. Андреево-Базары, Чебоксарский уезд, Симбирская губерния, Российская империя (ныне Козловский район Чувашии) — 25.1.1974, Чебоксары, Чувашская АССР, РСФСР, СССР), — чувашский филолог, тюрколог, доктор филологических наук (1951), профессор. После кончины Н. И. Ашмарина (1933), в течение 40 лет был ведущим исследователем чувашского языка.
Заслуженный деятель науки Чувашской АССР (1954).

## Биография
Родился 30 января 1880 года в деревне Андреево-Базары Чебоксарского уезда Симбирской губернии (ныне Козловский район Чувашии).
В 1899 году окончил Симбирскую чувашскую школу.
В 1908-1908 годах по настоянию Российского палестинского общества руководил в сирийском городе Хомс русско-арабскими школами.
В 1910-1912 годах преподавал в Елабужском Стахеевском женском училище.  
В 1916-1917 годах работал в городе Елабуга в реальном училище. В 1917-1918-х в городе Златоуст — инспектор народных училищ. 
В 1921-1923 годах организовал курсы рабфака и преподавал.
В 1923-1925 годах работал в Казани Чувашском педагогическом техникуме, Восточном педагогическом институте и Татарском коммунистическом университете.
В 1933-1944 годах в Казани и Чебоксарах преподавал в пединститутах русский, старославянский, чувашский языки, всеобщее языкознание, историю русского языка.
В 1944-1948 годах заведующий сектора языкознания в Чувашском государственном институте гуманитарных наук.
В 1948-1956 годах трудился в Чувашском педагогическом институте на кафедре чувашского языка и литературы. 

В 1967-1969 годах работал в только что созданном Чувашском государственном университете. 
Умер 25 января 1974 года в Чебоксарах.

## Научные работы

### Книги
- Егоров, Василий Георгиевич. Первая печатная грамматика чувашского языка 1769 г.: (К 180-летию со дня выхода) / В. Г. Егоров. - б. м.: 1949. - 8 с.
- Синтаксис русского языка: Для VI–VII кл. чуваш. шк. 1–е изд. Чебоксары, 1933.
- Грамматика русского языка. Ч.2 . Синтаксис: Для 6–7 кл. чуваш. сред. шк. / В.Г. Eгоров, А. Антонов. Чебоксары, 1935. 120 с.
- Учебник русского языка. Ч. I. Морфология: Для 5–6 кл. чуваш. шк. Чебоксары, 1938–1941.
- Егоров, Василий Георгиевич. Н. И. Ашмарин как исследователь чувашского языка [Текст] : к 75-летию со дня рождения / В. Г. Егоров. - Чебоксары, 1948. - 43 с.
- Егоров В. Г. Современный чувашский литературный язык в сравнительно - историческом освещении [Текст] : Автореф. дис. на соиск. учен. степ. д-ра филолог. наук / В. Г. Егоров. - Чебоксары, 1949. - 29 с.
- Егоров, Василий Георгиевич. Библиографический указатель литературы по чувашскому языку [Текст] / В. Г. Егоров. - Чебоксары, 1931. - 75 с.
- Егоров, Василий Георгиевич. Введение в изучении чувашского языка [Текст] / В. Г. Егоров. - М., 1930. - 198 с.
- Егоров, Василий Георгиевич. Современный чувашский литературный язык в сравнительно-историческом освещении. Ч. 1 [Текст] / Науч.-исслед. ин-т языка, литературы и истории при Совете Министров Чуваш. АССР. - Чебоксары : Чувашгосиздат, 1954. - 240 с.; 23 см.
- Егоров, Василий Георгиевич Современный чувашский литературный язык в сравнительно-историческом освещении. Ч.: 1971;

### Словари
- Егоров В.Г. Чӑвашла–вырӑсла словарь / Ред. С.Ф. Фомин. Шупашкар: Чӑвашиздат, 1935. 734 c.
- Русско–чувашский словарь: Для нач. шк. / Под ред. В.Г. Eгорова. Чебоксары: Чуваш. гос. изд–во, 1948. 122 c.
- Чӑвашла-вырӑсла словарь / В. Г. Егоров пухса хатӗрл. ; , И. П. Павлов. - 2-мӗш изд. - Шупашкар : Чӑваш АССР гос-во изд-ви, 1954. - 320 с.
- Егоров В.Г. Руско-чувашский словарь/ Под ред. И.А. Андреева., Чебоксары, 1960, 497 с.
- Егоров В.Г. Руско-чувашский словарь/ Под ред. А.E. Горшкова. 2–е изд., испр. и доп. 1972. 496 c.
- Этимологический словарь чувашского языка / Под ред. В.И. Котлеева. Чебоксары: Чуваш. кн. изд–во, 1964. 355 c.

### Статьи
- «Согласование числительных с существительными в великорусских юридических памятниках 15–17 веков». // Филологические записки. Воронеж, 1916. Вып. II–III. С. 189–236; Вып. IV–V. С. 474–523.
- Закон гармонии гласных в чувашском языке // Научно–педагогисеский сборник Восточно–педагогического института. Казань, 1928. Вып. IV. С. 33–63.
- Чувашские словари XVIII века // Записки / НИИ яз., лит. и истории при Совете Министров Чуваш. АССР. Чебоксары, 1949. Вып. 2. С. 111–142.
- Вопросы языковой культуры в Чувашии // Социалист. строительство ЧАССР. 1935. № 2–3. С. 98–114.
- Чувашский язык и чувашское языкознание // Записки / НИИ яз., лит. и истории при Совете Министров Чуваш. АССР. Чебоксары, 1950. Вып. 5. С. 65–89.
- Этногенез чувашей по данным языка // Совет. этнография. 1950. № 3. С. 78–92.
- Первая печатная грамматика чувашского языка 1769 г. // Тюрколог. сборник. М.; Л., 1951. Вып. I. С. 85–92.
- К истории культурных связей между народами Советского Союза и Арабского Востока // Вопросы чувашского языка, литературы и искусства: Сб. ст. / НИИ яз., лит., истории и экономики при Совете Министров Чуваш. АССР. Чебоксары, 1960. С. 175–203.
- К вопросу о происхождении чуваш и их языка // Записки / НИИ яз., лит. и истории при Совете Министров Чуваш. АССР. Чебоксары, 1953. Вып. 7. С. 64–91.
- Против извращений Н.Я. Марра в области изучения чувашского языка // Записки / НИИ. яз., лит. и истории при Совете Министров чуваш. АССР. Чебоксары, 1953. Вып. 8. С. 63–80.
- Словарный состав современного чувашского литературного языка // Записки / НИИ. яз., лит. и истории при Совете Министров чуваш. АССР. Чебоксары, 1953. Вып. 8. С. 81–148.
- Словосложение и его значение в истории языка // Ученые записки / ЧГПИ. Чебоксары, 1953. Вып. I. С. 7–58.
- Значение Казанского государственного университета имени В.И.Ульянова–Ленина в деле изучения и научной разработки чувашского языка // Ученые записки / НИИ яз., лит. и истории при Совете Министров чуваш. АССР. Чебоксары, 1956. Вып. XIV. С. 258–267.